# تنكس هامشي شفاف
التنكس الهامشي الشفاف (بي إم دي)، هو حالة تنكس في القرنية، ويُخلط بينها وبين القرنية المخروطية أغلب الأحيان. تتظاهر عادةً بفقدان رؤية غير مؤلم يصيب كلتي العينين. في حالات نادرة، قد يسبب فقد بصر حاد مع ألم شديد بسبب انثقاب القرنية. يتميز عادةً بترقق ثنائي واضح (توسع) في المنطقة السفلية والمحيطية من القرنية، على الرغم من أن بعض الحالات تؤثر في عين واحدة فقط. ما يزال سبب المرض غير واضح.
يُشخص التنكس الهامشي الشفاف بواسطة طوبوغرافية القرنية. قد يفيد قياس ثبات القرنية في تأكيد التشخيص. يتضمن العلاج عادةً تصحيح الرؤية باستخدام النظارات أو العدسات اللاصقة. تعد الغرسات الكاملة والربط المتصالب بكولاجين القرنية وجراحة زرع القرنية خيارات إضافية. تقتصر الجراحة على الأفراد الذين لا يتحملون العدسات اللاصقة.
صيغ مصطلح «التنكس الهامشي الشفاف» لأول مرة في عام 1957 من قبل طبيب العيون شاليبي. تعني كلمة «شفاف» الرائق، ما يشير إلى أن القرنية تحتفظ بوضوحها في حالة التنكس الهامشي الشفاف. تعد الحالة نادرة، على الرغم من أن انتشارها الدقيق ومعدل الإصابة بها غير معروفين.

## العلامات والأعراض
لا يظهر الألم عادةً في حالة التنكس الهامشي الشفاف، وعدا عن فقدان البصر، لا تتواجد أي أعراض مصاحبة للحالة. مع ذلك، وفي حالات نادرة، قد يتظاهر التنكس الهامشي الشفاف ببدء مفاجئ لفقدان الرؤية وألم شديد في العين يحدث في حال أدى ترقق القرنية إلى انثقاب. يصيب التنكس الهامشي الشفاف عادة كلتي العينين، لكن أُبلغ عن بعض الحالات التي أصيبت فيها عين واحدة فقط.
يتميز التنكس الهامشي الشفاف بترقق ثنائي (توسع) في المنطقة السفلية والمحيطية من القرنية. يتوزع التنكس على شكل هلال أو قوس. تبقى المنطقة الواقعة فوق منطقة الترقق مباشرة في القرنية ذات سمك طبيعي، وقد تبرز نحو الأمام، ما يؤدي إلى لابؤرية غير منتظمة. يوصف هذا المظهر باسم «بطن البيرة»، إذ أن النتوء الأكبر يحدث تحت خط الوسط الأفقي (على عكس القرنية المخروطية). لا يتظاهر التنكس الهامشي الشفاف عادة بزيادة الأوعية الدموية في القرنية أو التندب أو أي ترسبات للدهون.

## الفيزيولوجيا المرضية
يعد التنكس الهامشي الشفاف حالة مجهولة السبب وغير التهابية. قد يصل ترقق القرنية إلى 20٪ من السماكة الطبيعية. قد تحدث زيادة في عدد عديدات السكاريد المخاطية في سدى القرنية. قد تغيب طبقة بومان من القرنية أو تكون غير منتظمة أو تشمل مناطق ممزقة.

## التشخيص
يبدي مركز القرنية سماكة طبيعية، مع ظهارة مركزية سليمة، لكن يظهر على القرنية السفلية شريط رقيق، يصل سمكه إلى نحو 1-2 مم. يبقى جزء القرنية المتصل مباشرة بالحوف طبيعيًا، وعادة ما يكون شريطًا ثخنه نحو 1-2 مم. في التنكس الهامشي الشفاف، يُشاهد في الأعلى لابؤرية مع وجود أربطة مقوسة أفقية. يُلاحظ ترقق محيطي سفلي بين موضع الساعة 4 والساعة 8.
لا يتسبب التنكس الهامشي الشفاف بتندب القرنية القمي، وظاهرة ريزوتي، وعلامة مونسون، ويكون سمك القرنية المركزي طبيعيًا في العادة.
تعد طبوغرافية القرنية الاختبار التشخيصي المعياري الذهبي للتنكس الهامشي الشفاف. مع ذلك، قد لا يكون هذا الاختبار نوعيًا بقدر اختبار قياس ثخانة القرنية، لأن طبوغرافية القرنية تقيم درجة الشذوذات السطحية على القرنية وتوزعها فقط، ولا تقيس سمك القرنية. قد تظهر طبوغرافية القرنية مظهرًا «يشبه مخلب السلطعون»، وتُرى هذه العلامة في كل من القرنية المخروطية والتنكس الهامشي الشفاف. بالتالي، إذا استخدمت طبوغرافية القرنية للتشخيص، يجب أن تترافق مع موجودات سريرية تدل على ترقق قرنية محيطي سفلي.